# Dominic James
Pour les articles homonymes, voir James.
Dominic James, né le 5 octobre 1986, à Richmond, dans l'Indiana, est un joueur américain de basket-ball. Il évolue au poste de meneur. 

## Palmarès
- Champion de Bulgarie 2011
- Champion de Serbie 2012